# Versuchte Bombenanschläge vom 31. Juli 2006

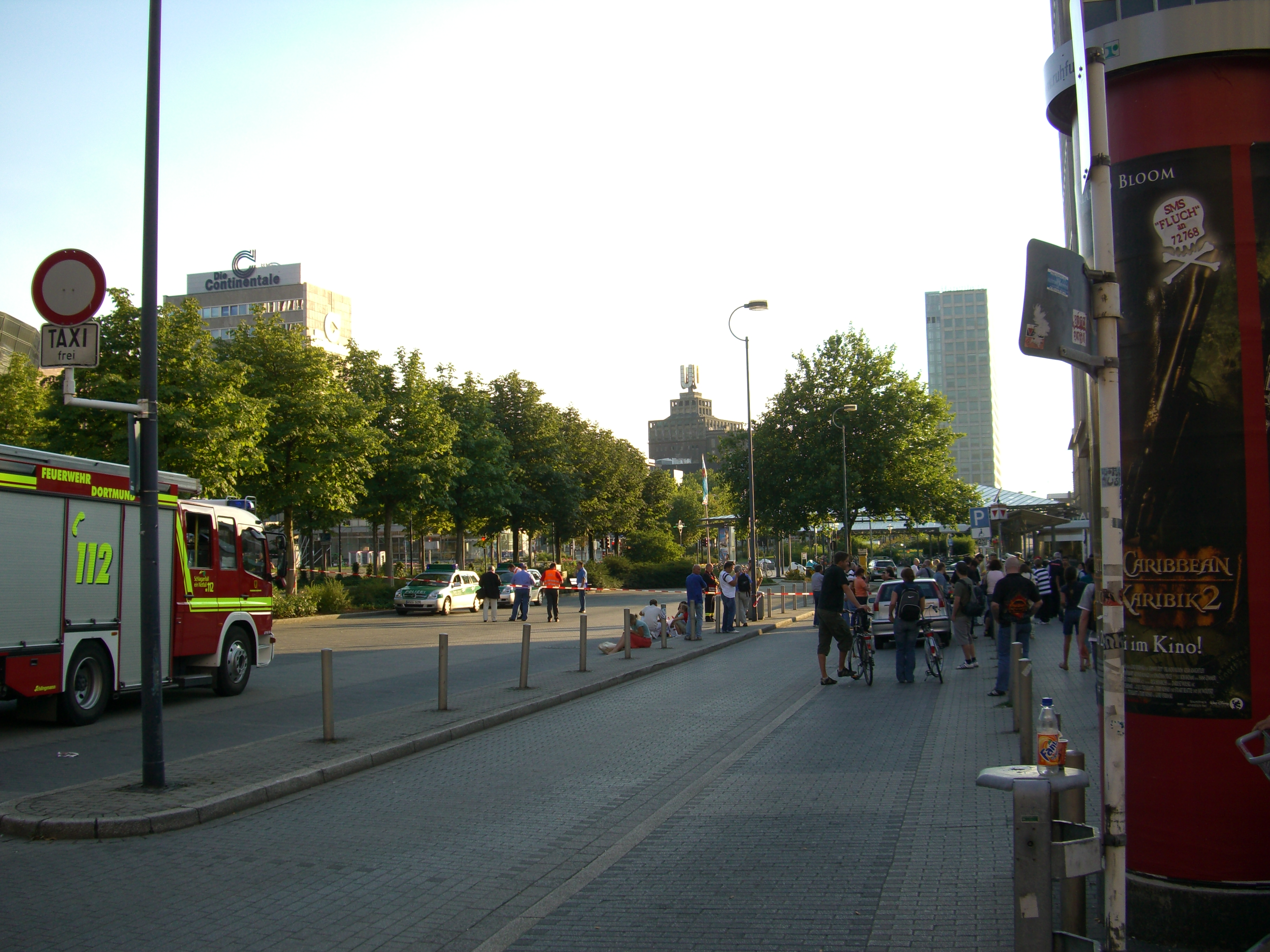
Dortmunder Hauptbahnhof während der Sperrung

Die versuchten Bombenanschläge vom 31. Juli 2006 waren ein fehlgeschlagener islamistischer Terroranschlag auf Züge der Deutschen Bahn. Die zwei eingesetzten Kofferbomben wurden in Köln in die Züge gebracht, waren jedoch konstruktionsbedingt nicht explosionsfähig.

## Bomben
Die Bomben bestanden unter anderem aus einem Zeitzünder, einer Gasflasche und einem Behältnis mit Benzin, die in einem Rollkoffer verborgen waren. Ein echter Explosivstoff war, außer der kleinen Menge Initialsprengstoff im Zünder, nicht enthalten, ebenso fehlte eine Sauerstoffquelle, welche mit dem Benzin und/oder Gas ein explosionsfähiges Gemisch ergeben könnte (der Sauerstoffpartialdruck der normalen Raumluft ist nicht hoch genug, um eine solche Konstruktion zum Explodieren zu bringen). Die Bomben waren von den Tätern im Kölner Hauptbahnhof in zwei Regionalbahnen mitgenommen worden. Die Täter fuhren jeweils eine Station in den Zügen mit, stiegen in Troisdorf bzw. Köln-Deutz wieder aus und ließen die Koffer mit den Bomben in den Zügen stehen, so als hätten sie aus Versehen ihr Gepäck vergessen. Die Zeitzünder waren so eingestellt, dass sie um 14:30 Uhr auslösen sollten. Die Zündung erfolgte, jedoch explodierten die Bomben mangels Explosivstoff oder Sauerstoffquelle nicht.

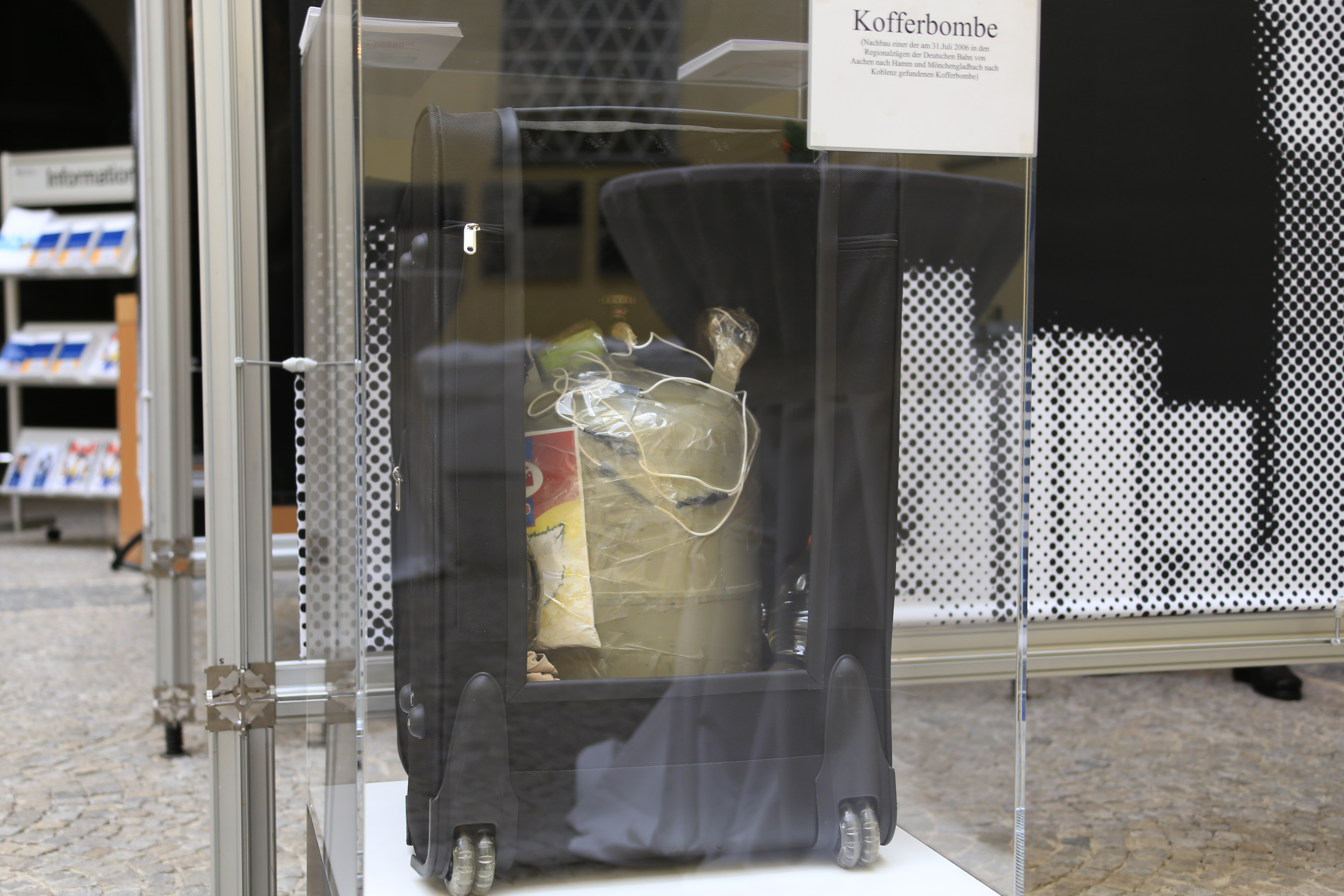
Nachbau einer der am 31. Juli 2006 in den Regionalzügen der Deutschen Bahn von Aachen nach Hamm und Mönchengladbach nach Koblenz gefundenen Kofferbombe, Wanderausstellung des Bundesamtes für Verfassungsschutz.

Der erste Koffer befand sich im Regionalexpress 1 von Aachen Hauptbahnhof nach Hamm (Westfalen). Er wurde noch am gleichen Tag von einem Zugbegleiter bei einer Vierersitzgruppe in einem Doppelstockwaggon gegen 14:40 Uhr entdeckt und gegen 15:55 Uhr in der Fundstelle des Dortmunder Hauptbahnhofes abgegeben. Bei Öffnung des Koffers wurde die Bombe erkannt und die Bundespolizei verständigt. Die Bombe wurde gegen 19:35 Uhr von USBV-Entschärfern mit einer Wasserkanone beschossen und untauglich gemacht. Sie enthielt elf Liter Butangas in einer Gasflasche, 4,5 Liter Benzingemisch, einen Wecker und Drähte.
Der zweite Koffer mit einer ähnlichen Vorrichtung wurde am gleichen Tag im Hauptbahnhof Koblenz sichergestellt. Er war im Kölner Hauptbahnhof in einer Regionalbahn nach Koblenz deponiert worden. Die Bombe wurde erst entdeckt, als der Koffer am nächsten Tag geöffnet wurde.
Nach Angaben des Focus ergab eine Untersuchung der Bundesanstalt für Materialforschung und -prüfung, dass die Kofferbomben einen Feuerball mit 15 Meter Durchmesser und umherfliegende Metallsplitter im Umkreis von hundert Metern hätten bewirken können. Die Zerstörungskraft der Bomben wäre mit der Wirkung der Sprengsätze bei den Terroranschlägen am 7. Juli 2005 in London vergleichbar gewesen.
Beide Züge wären vermutlich bei der Explosion entgleist. Laut libanesischer Anklageschrift gegen Dschihad Hamad soll sich zudem in einem der Koffer Speisestärke befunden haben, die sich nach einer Explosion in Form von Feinstaub auf die Atemwege der Opfer lege und dadurch zu weiteren Opfern durch Ersticken führen sollte.

## Ermittlungen
Beide Kofferbomber (auch Kofferbomber von Köln genannt) waren von den Überwachungskameras im Kölner Hauptbahnhof gefilmt worden. Nach den Tätern konnte also mit Bildern und Videofilmen gefahndet werden.
Noch am Tattag flog ein Teil der Täter vom Flughafen Köln-Bonn aus nach Istanbul und weiter nach Damaskus in Syrien. Von dort aus reisten sie auf dem Landweg in den Libanon. Youssef Mohamad al-Hajdib reiste am 8. August 2006 über den Flughafen Frankfurt nach Kiel zurück.
Die Videoaufnahmen wurden am 18. August 2006 veröffentlicht und eine Belohnung von 50.000 Euro für Hinweise ausgeschrieben. Der 21-jährige Youssef Mohamad al-Hajdib wurde am 19. August 2006 um 3:53 Uhr in einem Bahnhofs-Restaurant in Kiel festgenommen und in Untersuchungshaft überstellt. Er stammt aus dem Libanon. Er lebte seit 2004 in Deutschland, studierte seit Februar 2005 Mechatronik an der Fachhochschule Kiel und wohnte in einem Studentenwohnheim. Im Sommer 2007 erhob die Bundesanwaltschaft Anklage gegen ihn. Den entscheidenden Hinweis zu seiner Festnahme erhielten die deutschen Behörden vom libanesischen militärischen Nachrichtendienst, der dem mutmaßlichen Terroristen durch abgehörte Telefonate auf die Spur kam. Teile der Familie gelten den libanesischen Behörden als Sympathisanten des militanten Islamismus und standen deshalb unter Überwachung.
Der 20-jährige Dschihad Hamad stellte sich am 25. August 2006 in Tripoli den Behörden und wurde in ein Gefängnis im Libanon überstellt.
Die Staatsanwaltschaft ging davon aus, dass die beiden Täter zu einer mehrköpfigen Terrorgruppe gehörten, die der Hizb ut-Tahrir nahesteht. Der 24-jährige Akkar wurde als Verdächtiger im Nordlibanon festgenommen.
Die Ermittlungen wurden von der damaligen Generalbundesanwältin Monika Harms geleitet.
Laut Ermittlungsakten soll das ursprüngliche Ziel des Anschlags die Sprengung der Kölner Hohenzollernbrücke gewesen sein. Dieser Plan soll aber mangels ausreichender Sprengstoffmengen geändert worden sein.
Auf einer gelöschten Festplatte fanden Fahnder des Bundeskriminalamtes einen Bomben-Bauplan, der den beiden verdächtigen Libanesen Dschihad Hamad und Youssef Mohamad el-Hajdib als Anleitung für den Bau ihrer Sprengsätze gedient haben könnte.

## Gerichtsverfahren
Anfang 2007 wurde in Beirut gegen sechs Libanesen Anklage wegen des „Versuchs, Menschen in Zügen in Deutschland zu ermorden“ erhoben. Der Staatsanwalt forderte lebenslange Haft mit Zwangsarbeit für die Verdächtigen. Eine Auslieferung nach Deutschland galt als nicht möglich.
Am 11. April 2007 begann der Prozess gegen Hamad in Beirut.
Am 20. Mai 2007 kam der ebenfalls polizeilich gesuchte Saddam al-Hajdib, der Bruder von Youssef, bei den Gefechten zwischen der libanesischen Armee und radikalen Islamisten der Terrororganisation Fatah al-Islam im palästinensischen Flüchtlingslager Nahr al-Bared im Nordlibanon ums Leben. Saddam galt als „Nummer 4“ der libanesischen Fatah al-Islam, die al-Qaida nahestehen soll und für Bombenanschläge auf Zivilisten in christlichen Wohngebieten verantwortlich ist.
Am 18. Dezember 2007 wurde in Beirut Dschihad Hamad zu zwölf Jahren und Youssef al-Hajdib in Abwesenheit zu lebenslanger Haft verurteilt. Gegen letzteren fand am selben Tag vor dem Oberlandesgericht Düsseldorf der erste Prozesstag statt.
Im deutschen Gerichtsverfahren bestätigte ein Zeuge, dass die beiden Libanesen auch Anschläge auf das Kölner Stadion während der Fußball-Weltmeisterschaft 2006 sowie auf die Kölner Hohenzollernbrücke erwogen hatten.
Am 9. Dezember 2008 wurde al-Hajdib wegen versuchten Mordes an einer unbestimmten Anzahl Menschen und versuchter Herbeiführung einer Sprengstoffexplosion zu lebenslanger Haft verurteilt.
Sein Verteidiger kündigte schon vor Prozessende die Revision vor dem Bundesgerichtshof an. Der Bundesgerichtshof verwarf jedoch die Revision am 24. September 2009 als unbegründet, womit das Urteil rechtskräftig wurde. Mitte 2020 wurde al-Hajdib schließlich in den Libanon abgeschoben.